# Hybos
Hybos är ett släkte av tvåvingar. Hybos ingår i familjen puckeldansflugor.

## Bildgalleri

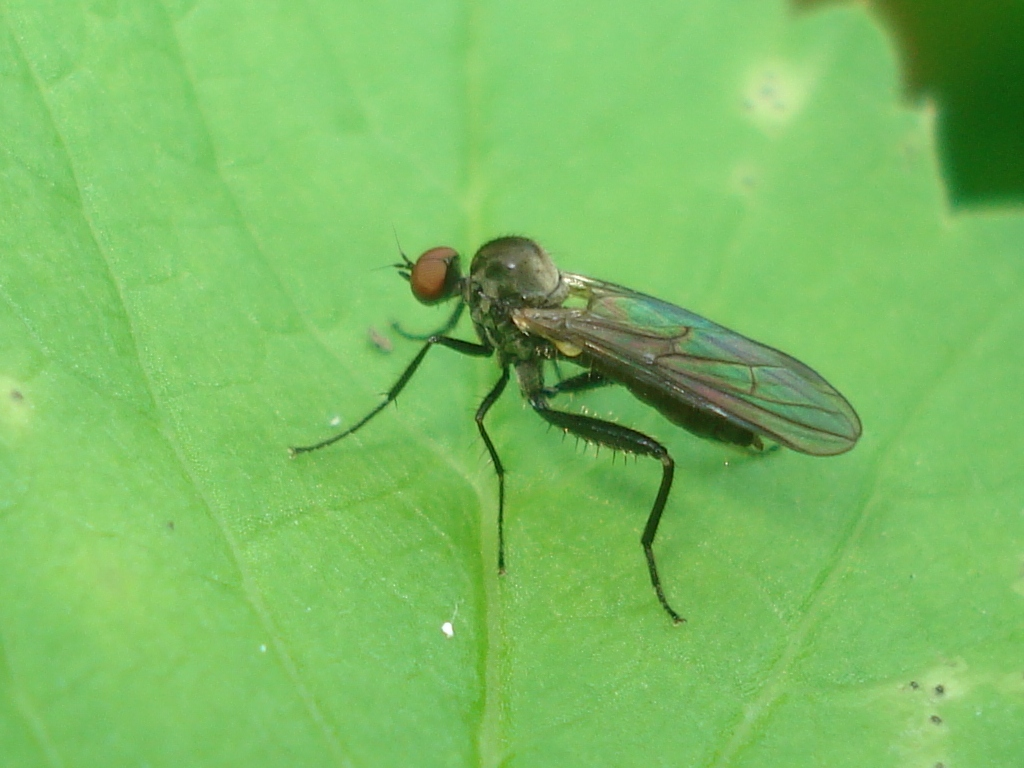
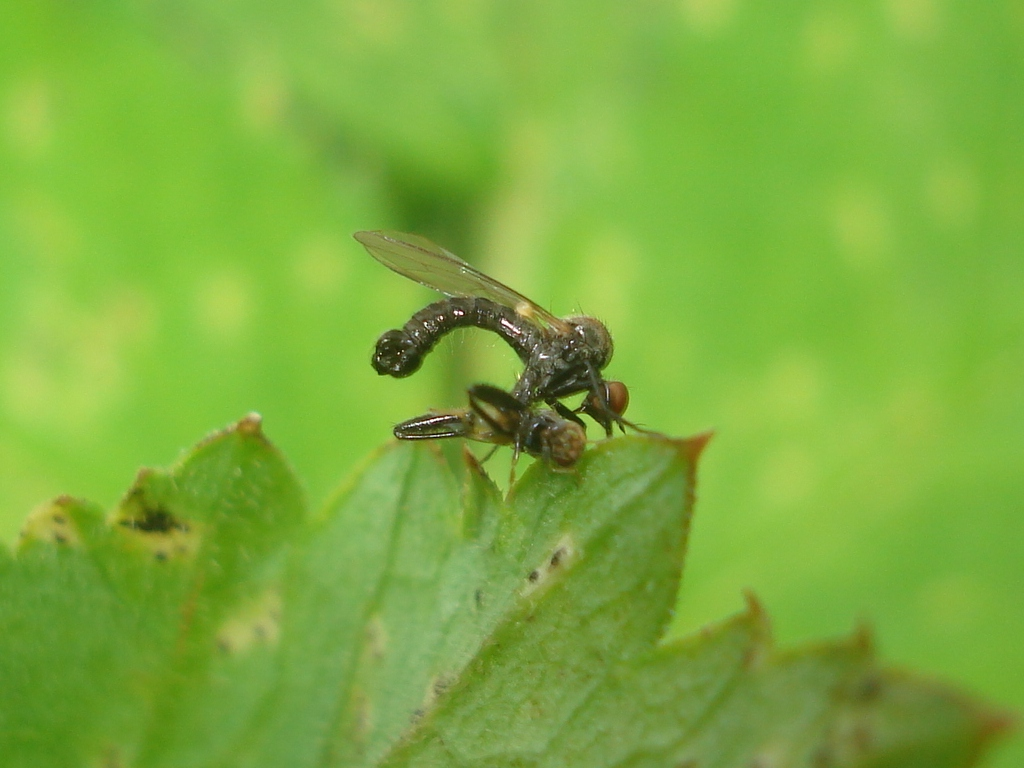

## Dottertaxa tillHybos, i alfabetisk ordning[1][2]
- Hybos aimai
- Hybos alamaculatus
- Hybos annulipes
- Hybos apicalis
- Hybos apiciflavus
- Hybos apicihamatus
- Hybos apicis
- Hybos arctus
- Hybos aurifer
- Hybos auripes
- Hybos baiyunshanensis
- Hybos bezzii
- Hybos bhainse
- Hybos bicoloripes
- Hybos bifurcatus
- Hybos bilobatus
- Hybos bispinipes
- Hybos bistosus
- Hybos brachialis
- Hybos brachystigma
- Hybos brevis
- Hybos brunnipes
- Hybos chinensis
- Hybos constrictus
- Hybos crassatus
- Hybos culiciformis
- Hybos curvatus
- Hybos digitiformis
- Hybos discoidalis
- Hybos dissonus
- Hybos dnopheros
- Hybos dorsalis
- Hybos facetus
- Hybos femoratus
- Hybos flavicoxa
- Hybos flavipalpis
- Hybos furcatus
- Hybos fuscus
- Hybos gagatinus
- Hybos gansuensis
- Hybos geniculatus
- Hybos grossipes
- Hybos guangdongensis
- Hybos gutianshanus
- Hybos henanensis
- Hybos hunanensis
- Hybos inaequalis
- Hybos insignis
- Hybos interruptus
- Hybos japonicus
- Hybos jianfengensis
- Hybos jilinensis
- Hybos joneensis
- Hybos kenyensis
- Hybos lii
- Hybos liui
- Hybos longispina
- Hybos lugubris
- Hybos macropygus
- Hybos major
- Hybos mangshanensis
- Hybos maoershana
- Hybos mediocris
- Hybos melanauges
- Hybos mellipes
- Hybos mengqingae
- Hybos meracrus
- Hybos minor
- Hybos minutus
- Hybos nankunshanensis
- Hybos nanlingensis
- Hybos natalensis
- Hybos neotropicus
- Hybos niger
- Hybos nigronitidus
- Hybos nitens
- Hybos obtusatus
- Hybos oncus
- Hybos palawanus
- Hybos pallidus
- Hybos pallipes
- Hybos papuanus
- Hybos particularis
- Hybos plaumanni
- Hybos plumicornis
- Hybos pollinosus
- Hybos prolatus
- Hybos psilus
- Hybos quadriseta
- Hybos reversus
- Hybos robustus
- Hybos ruyuanensis
- Hybos saigusai
- Hybos sciapterus
- Hybos serratus
- Hybos setosa
- Hybos shuwenae
- Hybos sichuanensis
- Hybos similaris
- Hybos slossonae
- Hybos speciosus
- Hybos spinicosta
- Hybos spinipes
- Hybos starki
- Hybos striatellus
- Hybos sydneyensis
- Hybos taichungensis
- Hybos taiwanensis
- Hybos tenuipes
- Hybos tibetanus
- Hybos tibialis
- Hybos torosus
- Hybos trisetosus
- Hybos trispinatus
- Hybos typicus
- Hybos vagans
- Hybos wangae
- Hybos wui
- Hybos xanthomelas
- Hybos xanthopodus
- Hybos xiaohuangshanensis
- Hybos zhejiangensis